# اکساتیپ، توت
آکچاتپه (به لاتین: Akçatepe) (به کردی: Bayıl) (به ارمنی: Բայալ) یک منطقهٔ مسکونی در ترکیه است که در استان آدیامان واقع شده‌است.